# Monte Broncino
Il monte Broncino è un monte delle Prealpi Comasche alto 1.077 m s.l.m. Si affaccia sull'Alpe del Viceré e fa parte del gruppo del monte Bollettone. La cima si può raggiungere a partire dall'Alpe del Viceré, in circa 15-20 minuti, seguendo il sentiero che conduce alla vetta del monte Bollettone.

## Descrizione
In vetta era presente una torre in muratura utilizzata in epoca medioevale per segnalazioni, oggi andata completamente distrutta: durante la giornata le segnalazioni avvenivano con bandiere colorate, mentre durante la notte utilizzando dei falò. La torre comunicava con la torre di Montorfano, e quindi al Castel Baradello da un lato, mentre dall'altro lato fino al "Campanone di Brianza" ed alla Vallassina.

## Storia: la tragedia sul monte Broncino
I contadini di Albavilla utilizzavano i prati situati nelle parti più alte del territorio per la fienagione, dato che i campi presenti nell'abitato venivano coltivati. Salivano dal paese nelle prime ore del mattino, e con la schiena curva sfalciavano il prato per tutta la giornata.
Il 3 luglio 1914 Pietro Frigerio, guardaboschi di casa Perego, era salito con il figlio verso il monte Bollettone, accompagnato da Fiorino Croci, per la delimitazione delle varie "partite", che venivano poi affittate ai contadini. Il caldo torrido, lascia il posto ad un forte temporale, e i 3 si dirigono per cercare riparo verso i resti della torre alla sommità del monte Broncino. La temperatura scende in poco tempo di 15-20 °C, e i fulmini si abbattono ovunque. I resti della torre divengono bersaglio dei fulmini: Pietro Frigerio e il figlio vengono colpiti, folgorati all'istante, mentre il superstite riesce a scappare rifugiandosi all'Alpe del Viceré presso l'albergo La Salute. Pochi giorni dopo la Domenica del Corriere rievoca il tragico evento.

La torre come era un tempo